# Gottfried Fischer (Musiker)
Gottfried Fischer (* 22. September 1924 in Burgstädt; † 22. März 2009 in Dresden) war ein deutscher Organist, Kantor und Kirchenmusikdirektor.

## Leben und Wirken
Gottfried Fischer besuchte die Fürstenschule in Grimma. Anschließend studierte er Kirchenmusik an der Musikhochschule Leipzig.
Ab 1958 wirkte Fischer als Kirchenmusikdirektor für den Kirchenkreis Oelsnitz. 1974 wurde er in gleicher Funktion nach Dresden berufen an die Apostelkirche Dresden-Trachau; dort war er als Kantor, Organist und Chorleiter tätig.
Von 1974 bis 1997 war Gottfried Fischer Dozent der Kirchenmusikschule Dresden.

## Kompositionen und Veröffentlichungen
- Ein musikalischer Scherz für Orgel; über „Geh aus, mein Herz, und suche Freud“ nach Wolfgang Amadeus Mozart, 1993
- CD Musikalische Jubiläumsgabe ehemaliger Schüler zum 450. Stiftungsfest von St. Augustin. Grimma, 14. September 2000. Herausgegeben vom Verein ehemaliger Fürstenschüler e. V.